# Metrichia pakitza
Metrichia pakitza är en nattsländeart som beskrevs av Oliver S. Flint Jr. och Bueno-soria 1998. Metrichia pakitza ingår i släktet Metrichia och familjen smånattsländor. Inga underarter finns listade i Catalogue of Life.